# Земо Млета
Земо Млета (груз. ზემო მლეთა) — село в Грузії.
За даними перепису населення 2014 року в селі проживає 99 осіб.